# Polonia Karwina
Polonia Karwina, właśc. Polski Klub Sportowy Polonia Karwina – czechosłowacki klub sportowy z siedzibą w Karwinie, istniejący w latach 1919–1952. Zrzeszał czeskich Polaków. W ramach niego funkcjonowało 9 sekcji sportowych.

## Historia
PKS Polonia powstała jako sekcja Gimnastycznej Wspólnoty Sokół, która w roku 1932 posiadała 302 członków, z czego 65 z nich było w sekcji piłkarskiej. Razem z innymi polskimi klubami z Zaolzia jak: Siła Trzyniec, Siła Karwina, Siła Orłowa, Siła Frysztat, Siła Karwina-Sowiniec, Polonia w roku 1922 została włączona do Polskiego Związku Klubów Sportowych w Czechosłowacji, który w połowie lat trzydziestych XX wieku posiadał ponad 4000 członków.
W latach 1921, 1923 i 1928 klub wygrał trzykrotnie ligę okręgową i zakwalifikował się do rozgrywek finałowych o mistrzostwo Czechosłowacji. Polonia Karwina była bardzo aktywna na niwie rozgrywania meczów międzynarodowych. Klub grał szereg towarzyskich meczów w Polsce. W roku 1934 Polonia Karwina wygrała rozgrywane po raz pierwszy Igrzyska Polonijne (Zawody dla sportowców z zagranicy i Wolnego Miasta Gdańska), w Warszawie. Był to turniej drużyn polonijnych, spoza granic ówczesnej Rzeczypospolitej. Po powrocie drużyny do rodzinnej Karwiny, zespół witało owacyjnie ponad 10 000 Polaków w Karwinie.
W roku 1936, Polonia Karwina odnotowała swój największy sukces w historii gier w rozgrywkach ligi czechosłowackiej. PKS Polonia wygrała wówczas Tesin lige (cieszyńska liga okręgowa) i awansowała do Ligi Morawsko-Śląskiej, jednej z najsilniejszych lig regionalnych w ówczesnej Czechosłowacji.
W roku 1938, Polonia Karwina przybyła ponownie do Warszawy, by spotkać się z zespołem Polonia Warszawa. Ten towarzyski mecz był z uroczystościami powrotu Zaolzia do granic Rzeczypospolitej. Publiczność warszawska owacyjnie przyjęła wtedy zespół Polonia Karwina w stolicy.
W marcu 1939 roku, Polonia została włączona do A-klasy Śląskiej, tym samym rozpoczynając grę w polskiej lidze. Sezon w roku 1939 nie został dokończony, z powodu wybuchu II wojny światowej. Podczas okupacji wielu członków klubu, graczy i kibiców zostało zamordowanych przez niemieckich narodowych socjalistów.
Po zakończeniu wojny, klub próbował się zreorganizować. W 1949 Polonia została włączona do polskiej organizacji wielosekcyjnej Sokół-Polonia. Klub został zlikwidowany w roku 1952 przez komunistów czeskich.

## Sukcesy
- latach 20. i 30. XX wieku gra w regionalnej lidze cieszyńskiej (Těšín league) w lidze czeskiej, pod kierunkiem czechosłowackiego związku piłkarskiego
- 1934 zwycięstwo w turnieju piłkarskim Igrzysk Polonijnych w Warszawie
- 1936 awans do regionalnej ligi morawsko-śląskiej
- III 1939-IX 1939 gra w śląskiej A-klasie, pod kierunkiem Polskiego Związku Piłki Nożnej